# الدبابات في الحرب العالمية الأولى

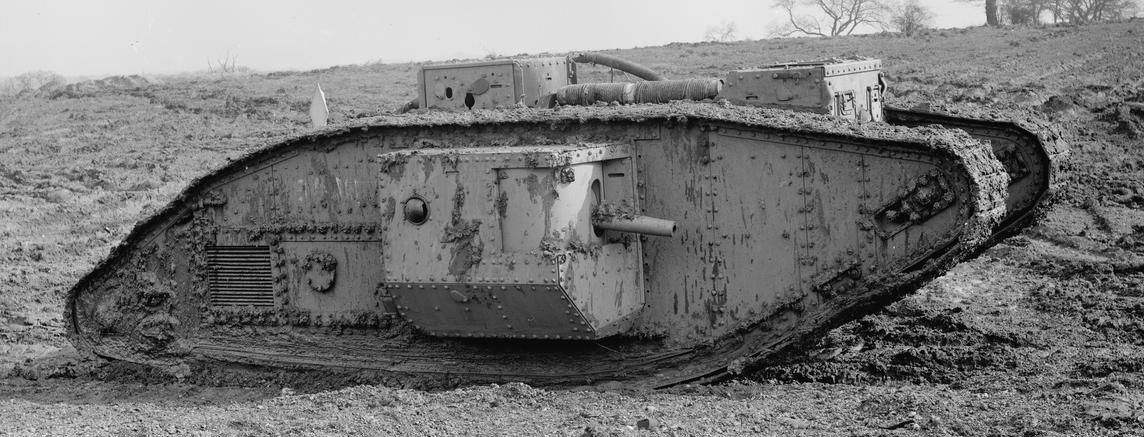
الدبابة البريطانية مارك الخامسة

الدبابات في الحرب العالمية الأولى كان ردًّا على الجمود في حرب الخنادق في الجبهة الغربية. مع أن أن هذه المركبات تضمنت المبادئ الأساسية للدبابات (الدروع، قوة إطلاق النيران والتنقل في جميع التضاريس) إلا أن عدد الضحايا من الجنود قد ارتفع في الأشهر القليلة الأولى من بداية الحرب العالمية الأولى.